# Código de área 563

Códigos de área para el estado de Iowa, Estados Unidos, con el código de área 563 en rojo.

El Código de área 563 es el prefijo telefónico estadounidense de la esquina oriental del estado de Iowa, Estados Unidos.
El prefijo fue establecido en 2000 tras la división, (en inglés: split), del territorio servido hasta entonces por el código de área 319, que ocupaba entonces el tercio oriental del estado de Iowa. De esta manera localidades como Bettendorf, Clinton, Davenport, Decorah o Dubuque pasaron a ser servidas por el nuevo prefijo. El cambio comenzó a ser operativo en marzo de 2001 y obligatorio en diciembre de 2001.